# Spasim
Spasim (abreviatura de Space Simulation) está considerado como el primer videojuego 3D de disparos en primera persona multijugador en red. La primera versión de Spasim fue lanzada por Jim Bowery en marzo de 1974 para el sistema educativo en red de la Universidad de Illinois (PLATO). Spasim es, junto con Maze War, uno de los padres de los videojuegos de disparos en primera persona o first-person shooter (FPS), que en 1992 se definiría como subgénero de los videojuegos de disparos con Wolfenstein 3D.

## Argumento
Spasim permitía a 32 jugadores enfrentarse en cuatro equipos, o sistemas planetarios, de 8 jugadores cada uno. Cada usuario contaba con láseres y torpedos de fotones para destruir a sus enemigos, cuya posición se actualizaba una vez por segundo. Una segunda versión del videojuego lanzada en julio de 1974, con un carácter más estratégico, incluía estaciones espaciales y la posibilidad, para el jugador, de gestionar recursos.

## Desarrollo
Jim Bowery inició a trabajar en Spasim en la Universidad de Iowa, mientras ayudaba al profesor de arte Leif Brush a desarrollar el primer curso de arte por computadora en enero de 1974. El sistema PLATO tenía cientos de terminales gráficas alrededor de Estados Unidos con conexiones de 1200 bps hacia una computadora central CDC Cyber 6400 en Laboratorio de Investigación para la educación basada en computadoras (CERL) en Urbana, Illinois. El sistema PLATO contaba con un programa de edición gráfica, el cual tras oprimir algunas teclas podía mostrar un debugger dinámico y enviar solicitudes de ayuda a un equipo de soporte en línea en tiempo real.